# Georg Nordensvan
Georg Gustaf Nordensvan (Estocolmo, 1855-Estocolmo, 1932) fue un escritor, historiador y crítico de arte sueco.

## Biografía
Nacido el 3 de diciembre de 1855 en Estocolmo, era hermano de Karl Otto Nordensvan. Fue escritor de ficción y crítico de arte. Ingresó en 1875 en la escuela militar, pero la abandonó debido a algún tipo de enfermedad torácica. Estudió en la Academia de Artes Liberales (1877-1882) y fue secretario editorial de Ny Illustrerad Tidning (1883-1886). En 1885 se convirtió en editor del calendario Nornan. Trabajó para Aftonbladet (1888-1900), además de colaborar también en Dagens Nyheter (1900-1911) y en Stockholms Dagblad desde 1912. Publicó varias novelas y colecciones de cuentos, además de ser autor de numerosas biografías de Nordisk familjebok.
Debutó con la novela juvenil Framtidsmän (1877), a la que siguieron I harnesk (1882), Penseldrag, skisser och studier (1883), Skuggspel. Tidsbilder (1884), Figge (1885), Lek. Novelletter (1887) y la novela Silkeskaninen (1894). En lo relativo a la historia del arte se le deben publicaciones como Beskrifning öfver Gripsholm (1880), «Mälardrottningen. En skildring i ord och bild af Sveriges hufvudstad och dess omgifningar» (1896), Svensk konst och svenska konstnärer i 19:e århundradet (1892), De bildande konsternas historia under 19:e århundradet (1899), Carl Larsson (1901), Gripsholm och dess konstskatter (1902), Bildkonsten (1903), Schwedische kunst des 19. jahrhunderts (1904) y Allmän konsthistoria (1911-1913).  Falleció en Estocolmo el 8 de abril de 1932.